# 石楠蚜
石楠蚜（学名：Sinomegoura photiniae）为常蚜科修尾蚜屬下的一个种。